# Чемпионат России по хоккею с мячом 1994/1995
3-й чемпионат России по хоккею с мячом состоялся с 20 ноября 1994 года по 10 марта 1995 года.
Участвовала 21 команда. Предварительный турнир по географическому принципу: Восточная и Западная группы, затем — плей-офф, начиная с 1/4 финала, стыковые матчи за 5, 7 места, турниры за 9-14 и 15-21 места. Сыграно 264 матча, в них забито в общей сложности 1944 мяча.
Чемпионом России впервые стала команда «Сибсельмаш» (Новосибирск).

## Предварительный этап
| М  | Западная группа             | 1        | 2       | 3        | 4        | 5       | 6       | 7        | 8        | 9        | 10       | 11   | В  | Н | П  | Мячи            | О  |
| -- | --------------------------- | -------- | ------- | -------- | -------- | ------- | ------- | -------- | -------- | -------- | -------- | ---- | -- | - | -- | --------------- | -- |
| 1  | «Строитель» (Сыктывкар)     |          | 6:2 1:4 | 7:4 3:5  | 8:3 1:7  | 6:4 2:3 | 8:0 6:1 | 5:3 3:3  | 5:1 9:1  | 9:3 10:4 | 10:6 3:2 |      | 13 | 1 | 4  | 102 — 56 = + 46 | 27 |
| 2  | »Водник" (Архангельск)      | 4:1 2:6  |         | 7:2 3:6  | 2:1 3:5  | 7:2 5:8 | 8:4 1:2 | 4:2 7:1  | 8:3 4:1  | 5:2 8:2  | 9:2 2:1  |      | 13 | 0 | 5  | 89 — 51 = + 38  | 26 |
| 3  | »Старт" (Нижний Новгород)   | 5:3 4:7  | 6:3 2:7 |          | 3:1 3:7  | 6:4 2:4 | 6:1 5:6 | 10:5 5:6 | 8:1 5:4  | 11:2 6:0 | 11:3 5:1 | 11:4 | 12 | 0 | 6  | 103 — 65 = + 38 | 24 |
| 4  | »Родина" (Киров)            | 7:1 3:8  | 5:3 1:2 | 7:3 1:3  |          | 4:2 4:4 | 8:3 6:7 | 3:5 4:6  | 5:1 11:2 | 8:3 11:6 | 8:1 7:5  |      | 11 | 1 | 6  | 103 — 65 = + 38 | 23 |
| 5  | »Север" (Северодвинск)      | 3:2 4:6  | 8:5 2:7 | 4:2 4:6  | 4:4 2:4  |         | 5:1 3:4 | 6:4 3:2  | 9:4 3:4  | 7:3 7:7  | 6:4 2:2  |      | 9  | 3 | 6  | 82 — 71 = + 11  | 21 |
| 6  | »Локомотив" (Оренбург)      | 1:6 0:8  | 2:1 4:8 | 6:5 1:6  | 7:6 3:8  | 4:3 1:5 |         | 4:3 2:5  | 6:3 6:2  | 2:4 2:0  | 8:3 3:4  | 11:6 | 9  | 0 | 9  | 62 — 80 = − 18  | 18 |
| 7  | »Североникель" (Мончегорск) | 3:3 3:5  | 1:7 2:4 | 6:5 5:10 | 6:4 5:3  | 2:3 4:6 | 5:2 3:4 |          | 6:0 5:5  | 4:2 1:1  | 7:2 3:5  |      | 7  | 3 | 8  | 71 — 71 = 0     | 17 |
| 8  | »Динамо" (Москва)           | 1:9 1:5  | 1:4 3:8 | 4:5 1:8  | 2:11 1:5 | 4:3 4:9 | 2:6 3:6 | 5:5 0:6  |          | 3:2 3:4  | 7:3 6:0  | 6:3  | 4  | 1 | 13 | 51 — 99 = − 48  | 9  |
| 9  | »Черемшан" (Димитровград)   | 4:10 3:9 | 2:8 2:5 | 0:6 2:11 | 6:11 3:8 | 7:7 3:7 | 0:2 4:2 | 1:1 2:4  | 4:3 2:3  |          | 5:3 5:5  | 10:3 | 3  | 3 | 12 | 55 — 105 = − 50 | 9  |
| 10 | »Зоркий" (Красногорск)      | 2:3 6:10 | 1:2 2:9 | 1:5 3:11 | 5:7 1:8  | 2:2 4:6 | 4:3 3:8 | 5:3 2:7  | 0:6 3:7  | 5:5 3:5  |          | 13:1 | 2  | 2 | 14 | 52 — 107 = − 55 | 6  |
| 11 | »Арктик-Сервис" (Мурманск)  |          |         | 4:11     |          |         | 6:11    |          | 3:6      | 3:10     | 1:13     |      |    |   |    |                 |    |

1. Команда «Арктик-Сервис» (Мурманск) проиграв все игры в первых пяти турах отказалась от дальнейшего участия в розыгрыше. Результаты её встреч аннулированы.
2. В верхних строках таблицы приведены результаты домашних матчей, а в нижних — результаты игр на выезде.
| М  | Восточная группа               | 1        | 2        | 3       | 4        | 5        | 6        | 7        | 8        | 9        | 10       | 11       | В  | Н | П  | М               | О  |
| -- | ------------------------------ | -------- | -------- | ------- | -------- | -------- | -------- | -------- | -------- | -------- | -------- | -------- | -- | - | -- | --------------- | -- |
| 1  | «Сибсельмаш» (Новосибирск)     |          | 1:1 3:2  | 4:3 3:5 | 7:2 2:3  | 7:2 2:2  | 7:2 3:2  | 8:3 5:7  | 11:3 4:4 | 5:1 4:1  | 3:2 1:0  | 8:1 7:4  | 14 | 3 | 3  | 95 — 50 = + 45  | 31 |
| 2  | СКА-«Зенит» (Екатеринбург)     | 2:3 1:1  |          | 3:0 4:4 | 5:3 0:2  | 8:2 4:4  | 4:4 12:2 | 6:3 8:3  | 8:4 6:1  | 8:1 6:5  | 5:1 4:3  | 6:4 6:6  | 13 | 5 | 2  | 106 — 56 = + 50 | 31 |
| 3  | »Сибскана" (Иркутск)           | 5:3 3:4  | 4:4 0:3  |         | 7:3 3:2  | 4:2 1:4  | 7:2 6:3  | 4:1 2:6  | 4:2 3:3  | 9:5 3:3  | 2:0 2:2  | 8:6 4:2  | 12 | 4 | 4  | 81 — 60 = + 21  | 28 |
| 4  | »Кузбасс" (Кемерово)           | 3:2 2:7  | 2:0 3:5  | 2:3 3:7 |          | 4:4 5:3  | 0:0 3:3  | 8:3 5:4  | 6:3 3:4  | 8:1 3:2  | 10:5 1:4 | 5:1 8:3  | 11 | 3 | 6  | 84 — 64 = + 20  | 25 |
| 5  | »Маяк" (Краснотурьинск)        | 2:2 2:7  | 4:4 2:8  | 4:1 2:4 | 3:5 4:4  |          | 10:6 2:5 | 5:1 5:4  | 5:2 3:4  | 6:1 2:0  | 6:2 6:3  | 12:1 9:3 | 11 | 3 | 6  | 94 — 67 = + 27  | 25 |
| 6  | СКА (Хабаровск)                | 2:3 2:7  | 2:12 4:4 | 3:6 2:7 | 3:3 0:0  | 5:2 6:10 |          | 5:2 4:5  | 4:3 4:4  | 3:7 1:6  | 6:4 3:2  | 4:3      | 6  | 4 | 9  | 63 — 90 = − 27  | 16 |
| 7  | »Енисей" (Красноярск)          | 7:5 3:8  | 3:8 3:6  | 6:2 1:4 | 4:5 3:8  | 4:5 1:5  | 5:4 2:5  |          | 8:3 1:6  | 6:1 2:7  | 12:1 2:4 | 6:2 7:6  | 8  | 0 | 12 | 86 — 95 = − 9   | 16 |
| 8  | »Саяны" (Абакан)               | 4:4 3:11 | 1:6 4:8  | 3:3 2:4 | 4:3 3:6  | 4:3 2:5  | 4:4 3:4  | 6:1 3:8  |          | 4:3 4:5  | 3:2 3:4  | 8:1 1:4  | 6  | 3 | 11 | 69 — 89 = − 20  | 15 |
| 9  | »Евразия-Спорт" (Первоуральск) | 1:4 1:5  | 5:6 1:8  | 3:3 5:9 | 2:3 1:8  | 0:2 1:6  | 6:1 7:3  | 7:2 1:6  | 5:4 3:4  |          | 5:2 1:5  | 11:3 2:4 | 6  | 1 | 13 | 68 — 88 = − 20  | 13 |
| 10 | »Шахтёр" (Ленинск-Кузнецкий)   | 0:1 2:3  | 3:4 1:5  | 2:2 0:2 | 4:1 5:10 | 3:6 2:6  | 2:3 4:6  | 4:2 1:12 | 4:3 2:3  | 5:1 2:5  |          | 2:1 1:6  | 5  | 1 | 14 | 49 — 82 = − 33  | 11 |
| 11 | »Агрохим" (Березники)          | 4:7 1:8  | 6:6 4:6  | 2:4 6:8 | 3:8 1:5  | 3:9 1:12 | 3:4      | 6:7 2:6  | 4:1 1:8  | 4:2 3:11 | 6:1 1:2  |          | 3  | 1 | 15 | 61 — 115 = − 54 | 7  |

1. Матч СКА (Хабаровск) − «Агрохим» (Березники) не состоялся из-за отсутствия льда в Хабаровске. Поскольку его результат не влиял на итоговое положение команд в Восточной группе, Федерация хоккея с мячом России приняла решение считать этот матч несыгранным.
2. В верхних строках таблицы приведены результаты домашних матчей, а в нижних — результаты игр на выезде.

## Финальный этап

### Плей-офф
|  | Четвертьфинал | Четвертьфинал              | Четвертьфинал        |                           |                      | Полуфинал                  | Полуфинал             | Полуфинал             |                       |                       | Финал                 | Финал                      | Финал    | Финал | Финал |
|  |               |                            |                      |                           |                      |                            |                       |                       |                       |                       |                       |                            |          |       |       |
|  | В-1           | «Сибсельмаш» (Новосибирск) | 5:3                  |                           |                      |                            |                       |                       |                       |                       |                       |                            |          |       |       |
|  | З-4           | «Родина» (Киров)           | 3:3                  |                           |                      |                            |                       |                       |                       |                       |                       |                            |          |       |       |
|  | З-4           | «Родина» (Киров)           | 3:3                  |                           | В-1                  | «Сибсельмаш» (Новосибирск) | 4:1                   |                       |                       |                       |                       |                            |          |       |       |
|  |               |                            |                      |                           | В-1                  | «Сибсельмаш» (Новосибирск) | 4:1                   |                       |                       |                       |                       |                            |          |       |       |
|  |               | В-3                        | «Сибскана» (Иркутск) | 2:1                       |                      |                            |                       |                       |                       |                       |                       |                            |          |       |       |
|  | В-3           | В-3                        | «Сибскана» (Иркутск) | 2:1                       | «Сибскана» (Иркутск) | 5:2                        |                       |                       |                       |                       |                       |                            |          |       |       |
|  | В-3           |                            |                      |                           | «Сибскана» (Иркутск) | 5:2                        |                       |                       |                       |                       |                       |                            |          |       |       |
|  | З-2           | «Водник» (Архангельск)     | 3:4                  |                           |                      |                            |                       |                       |                       |                       |                       |                            |          |       |       |
|  |               |                            |                      |                           |                      |                            |                       |                       |                       |                       | В-1                   | «Сибсельмаш» (Новосибирск) | *5:1-5:4 |       |       |
|  |               |                            | З-3                  | «Старт» (Нижний Новгород) |                      |                            |                       |                       |                       |                       |                       |                            |          |       |       |
|  | З-3           | «Старт» (Нижний Новгород)  | 4:2                  |                           |                      |                            |                       |                       |                       |                       |                       |                            |          |       |       |
|  | В-2           | СКА-"Зенит" (Екатеринбург) | 3:3                  |                           |                      |                            |                       |                       |                       |                       |                       |                            |          |       |       |
|  | В-2           | СКА-"Зенит" (Екатеринбург) | 3:3                  |                           | З-3                  | «Старт» (Нижний Новгород)  | 5:2                   |                       |                       |                       |                       |                            |          |       |       |
|  |               |                            |                      |                           | З-3                  | «Старт» (Нижний Новгород)  | 5:2                   |                       |                       |                       |                       |                            |          |       |       |
|  |               | В-4                        | «Кузбасс» (Кемерово) | 6:3                       |                      |                            | Матчи за третье место | Матчи за третье место | Матчи за третье место | Матчи за третье место | Матчи за третье место |                            |          |       |       |
|  | В-4           | В-4                        | «Кузбасс» (Кемерово) | 6:3                       | «Кузбасс» (Кемерово) | 2:2                        | Матчи за третье место | Матчи за третье место | Матчи за третье место | Матчи за третье место | Матчи за третье место |                            |          |       |       |
|  | В-4           |                            |                      |                           | «Кузбасс» (Кемерово) | 2:2                        |                       |                       |                       |                       |                       |                            |          |       |       |
|  | З-1           | «Строитель» (Сыктывкар)    | 6:6                  |                           |                      |                            |                       |                       |                       |                       | В-3                   | «Сибскана» (Иркутск)       | 3:2      |       |       |
|  |               |                            |                      |                           |                      |                            |                       |                       |                       |                       | В-4                   | «Кузбасс» (Кемерово)       | 1:2      |       |       |

1. Выделены команды, победившие в парах.
2. Курсивом выделены команды, на чьих полях проводились первые матчи.
3. В верхних строчках показаны результаты домашних игр, а в нижних результаты игр в гостях.
4. Матчи финала за 1-2 место по взаимной договорённости были сыграны в Новосибирске, так как в Нижнем Новгороде из-за оттепели растаял лёд.
- Игры 1/4 финала. 23 и 26 февраля.
- «Кузбасс» (Кемерово) − «Строитель» (Сыктывкар) 2:2 − 6:6.
- «Сибскана» (Иркутск) − «Водник» (Архангельск) 5:2 − 4:3.
- «Старт» (Нижний Новгород) − СКА-«Зенит» (Екатеринбург) 4:2 −3:3.
- «Родина» (Киров) − «Сибсельмаш» (Новосибирск) 3:3 − 3:5.
- Игры 1/2 финала для команд, разыгрывающих места с 1 по 4. 2 и 5 марта.
- «Кузбасс» (Кемерово) − «Старт» (Нижний Новгород) 6:3 − 2:5.
- «Сибскана» (Иркутск) − «Сибсельмаш» (Новосибирск) 2:1 − 1:4.
- Финал за 1-2 место. 10 и 12 марта.
- «Сибсельмаш» (Новосибирск) − «Старт» (Нижний Новгород) 5:1 − 5:4. (По взаимной договорённости в связи с отсутствием льда в Нижнем Новгороде из-за оттепели оба матча игрались в Новосибирске).
- Матчи за 3 − 4 места. 9 и 12 марта.
- «Кузбасс» (Кемерово) − «Сибскана» (Иркутск) 1:2 − 2:3.

### Игры за 5-8 место
|  | Полуфиналы                     | Полуфиналы           |     |                            | Матчи за 5 место               | Матчи за 5 место |
|  |                                |                      |     |                            |                                |                  |
|  |                                |                      |     |                            |                                |                  |
|  | В-2 СКА-"Зенит" (Екатеринбург) | 7:5                  |     |                            |                                |                  |
|  | З-1 «Строитель» (Сыктывкар)    | 5:4                  |     |                            |                                |                  |
|  |                                |                      |     |                            |                                |                  |
|  |                                |                      |     |                            |                                |                  |
|  |                                |                      |     |                            | В-2 СКА-"Зенит" (Екатеринбург) | 10:2             |
|  |                                | З-4 «Родина» (Киров) | 3:1 |                            |                                |                  |
|  |                                |                      |     |                            |                                |                  |
|  |                                |                      |     |                            |                                |                  |
|  |                                |                      |     |                            | Матч за 7-е место              |                  |
|  |                                |                      |     |                            |                                |                  |
|  | З-4 «Родина» (Киров)           | 3:0                  |     | З-2 «Водник» (Архангельск) | 5:2                            |                  |
|  | З-2 «Водник» (Архангельск)     | 3:1                  |     |                            | З-1 «Строитель» (Сыктывкар)    |                  |

1. Выделены команды, победившие в парах.
2. Курсивом выделены команды, на чьих полях проводились первые матчи.
3. В верхних строчках показаны результаты домашних игр, а в нижних результаты игр в гостях.
4. По взаимной договорённости матч за 7-8 место состоялся в рамках финального этапа кубка России.
- Игры 1/2 финала для команд, разыгрывающих места с 5 по 8. 2 и 5 марта.
- СКА-«Зенит» (Екатеринбург) − «Строитель» (Сыктывкар) 7:5 − 4:5.
- «Родина» (Киров) − «Водник» (Архангельск) 3:0 − 1:3.
- Матчи за 5 − 6 места. 9 и 12 марта.
- «Родина» (Киров) − СКА-«Зенит» (Екатеринбург) 3:1 − 2:10.
- Матч за 7 − 8 места.
- «Водник» (Архангельск) − «Строитель» (Сыктывкар) 5:2. (По взаимной договорённости команд матч за 7 − 8 места состоялся в рамках финального этапа кубка России).

### Турнир за 9-14 места
| М  | гор. Оренбург, 2-8 марта.   | 9       | 10      | 11      | 12      | 13      | 14      | В | Н | П | М             | О  | О-П | О-Σ |
| -- | --------------------------- | ------- | ------- | ------- | ------- | ------- | ------- | - | - | - | ------------- | -- | --- | --- |
| 9  | «Север» (Северодвинск)      |         |         |         | 4:2 +:− | +:− 1:4 | +:− +:− | 5 | 0 | 1 | 5 — 6 = − 1   | 10 | 6   | 16  |
| 10 | «Локомотив» (Оренбург)      |         |         |         | 3:0 +:− | +:− 4:4 | +:− +:− | 5 | 1 | 0 | 7 — 4 = + 3   | 11 | 4   | 15  |
| 11 | «Североникель» (Мончегорск) |         |         |         | 4:6 +:− | 3:2 2:5 | +:− +:− | 4 | 0 | 2 | 9 — 13 = − 4  | 8  | 2   | 10  |
| 14 | «Маяк» (Краснотурьинск)     | 2:4 −:+ | 0:3 −:+ | 6:4 −:+ |         |         |         | 1 | 0 | 5 | 8 — 11 = − 3  | 2  | 6   | 8   |
| 12 | «Енисей» (Красноярск)       | −:+ 4:1 | −:+ 4:4 | 2:3 5:2 |         |         |         | 2 | 1 | 3 | 15 — 10 = + 5 | 5  | 2   | 7   |
| 13 | СКА (Хабаровск)             | −:+ −:+ | −:+ −:+ | −:+ −:+ |         |         |         | 0 | 0 | 6 | 0 — 0 = 0     | 0  | 4   | 4   |

1. Команда «Маяк» (Краснотурьинск) сыграв матчи первого круга без уважительных причин уехала с турнира, за что с неё было снято 6 очков.
2. Команда «Енисей» (Красноярск) опоздала на матчи первого круга с «Локомотивом» и «Североникелем». и ему в этих матчах засчитаны поражения.
3. Команда СКА (Хабаровск) из-за финансовых трудностей не смогла прибыть на турнир, и ей во всех матчах засчитаны поражения.
4. В финале командам зачтены очки, набранные ими в играх между собой на предварительном этапе. В таблице результаты этих игр не показаны.

### Турнир за 15-21 места
| М  | гор. Березники, 2-10 марта.    | 15       | 16      | 17      | 19      | 18       | 20      | 21      | В | Н | П | М              | О  | О-П | О-Σ |
| -- | ------------------------------ | -------- | ------- | ------- | ------- | -------- | ------- | ------- | - | - | - | -------------- | -- | --- | --- |
| 15 | «Евразия-Спорт» (Первоуральск) |          |         |         |         | 10:1 3:1 | +:− +:− | 3:1 3:1 | 6 | 0 | 0 | 19 — 4 = + 15  | 12 | 6   | 18  |
| 16 | «Агрохим» (Березники)          |          |         |         |         | 6:2 3:2  | +:− +:− | 6:4 3:2 | 6 | 0 | 0 | 18 — 10 = + 8  | 12 | 6   | 18  |
| 17 | «Шахтёр» (Ленинск-Кузнецкий)   |          |         |         |         | 3:5 7:4  | +:− +:− | 9:2 7:5 | 5 | 0 | 1 | 26 — 16 = + 10 | 10 | 6   | 16  |
| 19 | «Саяны» (Абакан)               |          |         |         |         | 2:7 0:7  | +:− +:− | 1:4 2:4 | 2 | 0 | 4 | 5 — 22 = − 17  | 4  | 6   | 10  |
| 18 | «Черемшан» (Димитровград)      | 1:10 1:3 | 2:6 2:3 | 5:3 4:7 | 7:2 7:0 |          |         |         | 3 | 0 | 5 | 29 — 34 = − 5  | 6  | 5   | 11  |
| 21 | «Динамо» (Москва)              | −:+ −:+  | −:+ −:+ | −:+ −:+ | −:+ −:+ |          |         |         | 0 | 0 | 8 | 0 — 0 = 0      | 0  | 6   | 6   |
| 20 | «Зоркий» (Красногорск)         | 1:3 1:3  | 4:6 2:3 | 2:9 5:7 | 4:1 4:2 |          |         |         | 2 | 0 | 6 | 23 — 34 = − 11 | 4  | 1   | 5   |

1. Команде «Динамо» (Москва), не явившейся на турнир без уважительных причин, во всех играх засчитаны поражения, и снято 6 очков.
2. В финале командам зачтены очки, набранные ими в играх между собой на предварительном этапе. В таблице результаты этих игр не показаны.

## Сводная таблица чемпионата
| Команда                            | И  | В  | Н | П  | М       | О  |
| ---------------------------------- | -- | -- | - | -- | ------- | -- |
| 1. «Сибсельмаш» (Новосибирск)      | 26 | 18 | 4 | 4  | 118:64  | 40 |
| 2. «Старт» (Нижний Новгород)       | 24 | 14 | 1 | 9  | 123:88  | 29 |
| 3. «Сибскана» (Иркутск)            | 26 | 17 | 4 | 5  | 98:73   | 38 |
| 4. «Кузбасс» (Кемерово)            | 26 | 12 | 5 | 9  | 103:85  | 29 |
| 5. СКА-«Зенит» (Екатеринбург)      | 26 | 15 | 6 | 5  | 133:78  | 36 |
| 6. «Родина» (Киров)                | 24 | 13 | 2 | 9  | 118:87  | 28 |
| 7. «Водник» (Архангельск)          | 23 | 15 | 0 | 8  | 102:66  | 30 |
| 8. «Строитель» (Сыктывкар)         | 23 | 14 | 3 | 6  | 122:80  | 31 |
| 9. «Север» (Северодвинск)          | 24 | 14 | 3 | 7  | 87:77   | 31 |
| 10. «Локомотив» (Оренбург)         | 24 | 14 | 1 | 9  | 69:84   | 29 |
| 11. «Североникель» (Мончегорск)    | 24 | 11 | 3 | 10 | 80:84   | 25 |
| 12. «Енисей» (Красноярск)          | 26 | 10 | 1 | 15 | 101:105 | 21 |
| 13. СКА (Хабаровск)                | 25 | 6  | 4 | 15 | 63:90   | 16 |
| 14. «Маяк» (Краснотурьинск)        | 26 | 12 | 3 | 11 | 102:78  | 27 |
| 15. «Евразия-Спорт» (Первоуральск) | 26 | 12 | 1 | 13 | 87:92   | 25 |
| 16. «Агрохим» (Березники)          | 25 | 9  | 1 | 15 | 79:125  | 19 |
| 17. «Шахтёр» (Ленинск-Кузнецкий)   | 26 | 10 | 1 | 15 | 75:98   | 21 |
| 18. «Черемшан» (Димитровград)      | 26 | 6  | 3 | 17 | 84:139  | 15 |
| 19. «Саяны» (Абакан)               | 26 | 8  | 3 | 15 | 74:111  | 19 |
| 20. «Зоркий» (Красногорск)         | 26 | 4  | 2 | 20 | 75:141  | 10 |
| 21. «Динамо» (Москва)              | 26 | 4  | 1 | 21 | 51:99   | 9  |

## Составы команд и статистика игроков
Чемпионы России
- 1. «Сибсельмаш» (Новосибирск) (20 игроков): Эдуард Вормсбехер (20), Олег Пшеничный (26) — Сергей Белинский (26; 0), Сергей Каргаполов (16; 0), Николай Коновалов (26; 0), Александр Лопатин (26; 0), Сергей Васильев (26; 2), Сергей Рогулёв (26; 5), Андрей Федосеев (26; 11), Андрей Филиппов (13; 13), Олег Чубинский (26; 3), Алексей Бурков (26; 10), Игорь Войтович (26; 13), Михаил Клянин (26; 15), Дмитрий Копнин (26; 12), Сергей Таранов (24; 1), Михаил Юрьев (26; 33). В составе команды также выступали Дмитрий Коропоткин (6; 0), Александр Михеев (2; 0), Александр Зимарев (8; 0).

Серебряные призёры
- 2. «Старт» (Нижний Новгород) (22 игрока): Андрей Кузнецов (21), Вячеслав Рябов (24) — Александр Вихарев (24; 1), Олег Лаврентьев (24; 0), Логинов Юрий (24; 21), Валерий Осипов (24; 0), Андрей Ярунин (24; 0), Вячеслав Братцев (17; 0), Александр Грехов (24; 13), Виктор Митрофанов (23; 0), Дмитрий Чекулаев (21; 1), Игорь Чиликин (23; 2), Михаил Щитов (19; 2), Андрей Афанасьев (17; 0), Анатолий Илясов (24; 10), Вадим Морозов (24; 28), Александр Сергеев (24; 40). В составе команды также выступали Павел Гаврилов (6; 4), Андрей Бегунов (5; 0), Юрий Игнатьев (5; 1), Олег Шестеров (5; 0), Алексей Шолохов (1; 0).

Бронзовые призёры
- 3. «Сибскана» (Иркутск) (19 игроков): Алексей Баженов (26), Алексей Негрун (17) — Василий Донских (26; 0), Виктор Захаров (24; 1), Василий Карелин (19; 0), Роман Разумов (14; 0), Евгений Смолянинов (25; 0), Сергей Черняев (13; 0), Евгений Жаданов (14; 0), Евгений Мочалов (11; 0), Василий Никитин (26; 5), Михаил Никитин (23; 2), Дмитрий Соколов (26; 2), Олег Соловьёв (18; 0), Михаил Бральгин (26; 13), Андрей Галанин (22; 1), Евгений Гришин (26; 37), Сергей Домышев (26; 18), Юрий Никитин (26; 19).
- 4. «Кузбасс» (Кемерово) (19 игроков): Дмитрий Атапин (11), Дмитрий Вилкин (19), Сергей Речкин (9) — Владимир Баздырев (26; 0), Сергей Бессонов (26; 16), Сергей Большаков (24; 2), Юрий Волков (26; 27), Вадим Губарев (26; 23), Дмитрий Евтюшин (24; 1), Михаил Калтыга (26; 4), Сергей Киценко (25; 0), Юрий Кулишев (17; 3), Дмитрий Лазицкий (21; 1), Дмитрий Марьин (9; 0), Евгений Морозов (26; 0), Сергей Надеев (22; 0), Игорь Тараканов (3; 0), Иван Угрюмов (26; 26), Алексей Федосов (23; 0).
- 5. СКА-«Зенит» (Екатеринбург) (19 игроков): Игорь Васюков (16), Владислав Нужный (26), Максим Нужный (4) — Леонид Вострецов (26; 21), Александр Дрягин (25; 13), Леонид Жаров (5; 4), Алексей Жеребков (24; 5), Игорь Коноплёв (26; 2), Вячеслав Мамочкин (25; 14), Вадим Мокин (26; 4), Владислав Новожилов (24; 4), Павел Петунин (24; 0), Андрей Санников (26; 1), Игорь Стафеев (21; 4), Сергей Таранов (1971 г.) (23; 0), Сергей Тарасов (26; 23), Сергей Топычканов (24; 0), Олег Хайдаров (26; 0), Александр Ямцов (26; 38).
- 6. «Родина» (Киров) (19 игроков): Денис Половников (10), Владимир Щепалин (21) — Сергей Агалаков (2; 0), Дмитрий Городчиков (6; 0), Алексей Загарских (24; 2), Игорь Загоскин (24; 5), Константин Клековкин (24; 6), Игорь Коньков (20; 0), Алексей Кузнецов (22; 0), Андрей Макуненков (23; 9), Андрей Мороков (24; 3), Сергей Обухов (23; 63), Эдуард Патрушев (24; 6), Александр Симонов (16; 0), Денис Слаутин (5; 0), Александр Тюкавин (24; 7), Сергей Александрович Фоминых (24; 17), Алексей Холстинин (16; 0), Дмитрий Черепанов (20; 0).
- 7. «Водник» (Архангельск) (25 игроков): Владимир Петухов (13), Александр Синицын (21) — Олег Батов (23; 5), Дмитрий Вяленко (23; 0), Сергей Гусев (17; 2), Юрий Зайцев (23; 3), Александр Киприянов (21; 0), Олег Незнамов (23; 11), Юрий Погребной (19; 4), Юрий Синицын (21; 1), Андрей Стук (23; 35), Эдуард Трифонов (23; 5), Олег Тюкавин (22; 5), Дмитрий Шеховцов (23; 24). В составе команды также выступали Алексей Белов (10; 2), Денис Варлачёв (7; 0), Константин Воронин (5; 0), Игорь Воронков (8; 2), Александр Зинкевич (1; 1), Денис Иевлев (1; 0), Алексей Микеров (10; 0), Сергей Фирсов (2; 0), Сергей Чернецкий (7; 0), Мирон Штирбу (3; 0), Николай Ярович (1; 2).
- 8. «Строитель» (Сыктывкар) (21 игрок): Николай Зыкин (22), Эдуард Найденков (18) — Роман Васильев (4; 0), Сергей Гуторов (23; 1), Сергей Дёмин (10; 0), Алексей Другов (23; 21), Руслан Исаев (2; 0), Владимир Кузьмин (22; 1), Вячеслав Леготин (23; 12), Владимир Марков (20; 12), Руслан Нейфельд (3; 0), Борис Норкин (23; 18), Александр Пестов (13; 0), Сергей Пешкин (5; 1), Андрей Тимушев (23; 6), Алексей Устюжанин (23; 12), Константин Хорошилов (23; 0), Сергей Хрящёв (23; 1), Михаил Цывунин (16; 0), Алексей Чугунов (23; 1), Юрий Шкурко (23; 36).
- 9. «Север» (Северодвинск) (23 игрока): Геннадий Кудрявцев (13; −30), Александр Степанов (18; −47) — Алексей Аршинов (17; 0), Сергей Бороздин (15; 2), Андрей Котачёв (20; 7), Николай Кулагин (20; 13), Юрий Кучин (18; 16), Валерий Могучий (19; 23), Юрий Назинкин (15; 3), Виктор Никитинский (18; 0), Александр Романюк (20; 0), Виктор Смутный (19; 13), Дмитрий Сухондяевский (19; 3), Денис Шумов (20; 5) и Сергей Щукин (19; 0). В команде также выступали Андрей Бережной (8; 1), Алексей Захаров (8; 0), Антон Левченко (6; 1), Кирилл Мелешкин (8; 0), Валерий Проурзин (1; 0), Сергей Спицын (3; 0), Евгений Шихирин (1; 0) и Алексей Шишкин (8; 0).
- 10. «Локомотив» (Оренбург) (19 игроков): Сергей Лаврищев (16), Юрий Сотников (20) — Юрий Алексеев (20; 17), Сергей Битков (20; 14), Олег Золотов (14; 3), Олег Ислентьев (19; 0), Олег Коновалов (17; 2), Юрий Коцупей (20; 3), Константин Криница (18; 0), Олег Кукушкин (20; 12), Максим Лоханов (14; 0), Вадим Поркулевич (20; 1), Сергей Поркулевич (20; 6), Азат Садыков (7; 1), Сергей Саушкин (19; 6), Сергей Сурков (20; 4), Игорь Фаттахов (11; 0), Юрий Чурсин (12; 0), Алексей Шайбаков (17; 0).
- 11. «Североникель» (Мончегорск) (19 игроков): Виктор Каменев (21), Михаил Рябинин (15) — Константин Аврясов (20; 0), Анатолий Бунеев (21; 0), Олег Горбов (21; 7), Николай Ефремов (19; 1), Эдуард Замарин (21; 0), Дмитрий Ильин (1; 0), Иван Калинин (21; 0), Игорь Коняхин (21; 14), Андрей Макаров (21; 12), Сергей Покидов (21; 32), Кирилл Рожин (4; 0), Андрей Савичев (18; 3), Эдуард Саксонов (21; 0), Николай Салин (17; 7), Андрей Стольников (21; 0), Феликс Тарасов (21; 3), Пётр Широков (7; 0). 1 мяч в свои ворота забил Валерий Осипов «Старт» (Нижний Новгород).
- 12. «Енисей» (Красноярск) (23 игрока): Павел Евтушенко (24), Косынчук Александр (24) — Михаил Афоничев (23; 1), Игорь Бондаренко (24; 2), Сергей Бурлаков (23; 9), Сергей Васильев (18; 1), Андрей Веселов (24; 3), Виталий Грачёв (19; 2), Владимир Гуртовой (23; 0), Михаил Добрынин (24; 0), Алексей Иванчук (19; 0), Алексей Клименко (17; 1), Евгений Колосов (24; 9), Евгений Кудрин (11; 0), Иван Максимов (23; 24), Вячеслав Морзовик (12; 1), Денис Рябчевский (1; 0), Валерий Савин (23; 35), Анатолий Суздалев (18; 1), Сергей Фоменко (16; 5), Евгений Швецов (2; 0), Алексей Щеглов (21; 1), Дмитрий Щетинин (24; 6).
- 13. СКА (Хабаровск) (18 игроков): Сергей Бурдюхов (17), Владимир Шестаков (19) — Александр Волков (19; 0), Раис Гайфуллин (1; 0), Юрий Горностаев (19; 9), Константин Ерёменко (17; 0), Виктор Ковалёв (14; 7), Евгений Колесов (13; 0), Алексей Кульков (19; 5), Сергей Лапин (16; 0), Александр Леонов (19; 2), Алексей Максаков (19; 4), Игорь Осипов (19; 21), Александр Прасолов (19; 3), Александр Сташко (19; 4), Евгений Стеблецов (19; 1), Дмитрий Ушаков (12; 0), Руслан Шувалов (19; 7).
- 14. «Маяк» (Краснотурьинск) (21 игрок): Александр Егорычев (19), Валерий Загребельный (15), Кирилл Хвалько (5) — Юрий Вальтер (20; 1), Евгений Дубовик (23; 5), Павел Екимов (18; 1), Денис Иванушкин (5; 0), Сергей Ирисов (20; 6), Олег Кулаев (23; 24), Алексей Курочкин (23; 5), Максим Легаев (23; 8), Андрей Маряшин (23; 15), Виктор Нуждин (21; 2), Игорь Смуров (23; 0), Юрий Германович Соколов (22; 1), Владимир Третьяков (23; 0), Денис Третьяков (4; 0), Сергей Флейшман (4; 0), Евгений Хвалько (20; 2), Олег Чернов (23; 31), Сергей Юсов (17; 1).
- 15. «Евразия-Спорт» (Первоуральск) (19 игроков): Сергей Запромётнов (20), Сергей Сотин (15) — Иван Абознов (11; 0), Вячеслав Алимов (23; 0), Александр Артемьев (1; 0), Сергей Балдин (23; 0), Александр Братцев (24; 12), Александр Ваганов (24; 41), Сергей Галич (23; 10), Владимир Кирьянов (22; 4), Андрей Кислов (16; 1), Александр Мутовкин (10; 0), Михаил Танков (23; 9), Олег Тимонин (24; 0), Алексей Усьянцев (23; 0), Олег Хлопунов (24; 6), Максим Чермных (19; 3), Александр Шмидт (20; 0), Михаил Шолохов (11; 1).
- 16. «Агрохим» (Березники) (21 игрок): Андрей Анисимов (18), Олег Крутихин (14) — Игорь Агапов (23; 16), Сергей Васильев (20; 1), Игорь Волгунцев (23; 14), Владимир Ерусалимцев (2; 0), Игорь Коданёв (19; 5), Дмитрий В. Козлов (22; 0), Алексей Крашенинников (23; 0), Алексей Кузьмин (23; 9), Виктор Литвинов (2; 0), Сергей Мажарук (15; 0), Демид Мисюков (23; 0), Андрей Мунтян (3; 0), Антон Попков (21; 1), Дмитрий Протонин (23; 11), Валерий Соколов (21; 0), Евгений Федосеев (1; 0), Алексей Фошин (23; 21), В. Хорин (4; 0), Олег Шарков (22; 1).
- 17. «Шахтёр» (Ленинск-Кузнецкий) (20 игроков): Евгений Борисюк (16), Вячеслав Стародид (24) — Олег Агеев (23; 12), Александр Горский (23; 1), Андрей Гресь (23; 1), Игорь Казарин (24; 17), Евгений Калистратов (18; 2), Сергей Кухтинов (20; 0), Александр Ларионов (21; 1), Алексей Напалков (16; 0), Юрий Никульшин (24; 10), Евгений Свиридов (23; 1), Евгений Свирков (13; 0), Михаил Сергеев (22; 0), Андрей Сюткин (19; 7), Дмитрий Чуркин (23; 16), Андрей Юрин (24; 7). В команде также выступали Владислав Бабин (12; 0), Евгений Рябоконев (10; 0) и вратарь Константин Агафонов (1).
- 18. «Черемшан» (Димитровград) (17 игроков): Алексей Агафонов (20), Алексей Лукин (26) — Игорь Бойцов (24; 16), Виктор Ибрайкин (12; 1), Станислав Иванов (17; 0), Игорь Князев (26; 1), Владимир Коваль (22; 2), Дмитрий Маланин (26; 9), Олег Немов (24; 2), Александр Новиков (17; 0), Вячеслав Платонов (26; 6), Евгений Ратников (24; 11), Андрей Терехов (25; 3), Юрий Ушаков (26; 0), Рамис Хабибуллин (26; 24), Алексей Художилов (26; 8), Шамиль Шагеев (24; 1).
- 19. «Саяны» (Абакан) (20 игроков): Дмитрий Кремзуков (11), Игорь Лопухин (20) — Игорь Вершинин (23; 9), Андрей Галеев (18; 13), Сергей Дубинин (24; 0), Евгений Ерахтин (20; 12), Николай Кадакин (24; 1), Андрей Калинин (8; 7), Леонид Клюкин (19; 5), Евгений Кочубеев (10; 0), Иван Кунстман (24; 5), Виталий Лабун (13; 0), Евгений Модиевский (4; 0), Андрей Пескишев (18; 0), Эдуард Прокопенко (9; 0), Сергей Родин (23; 0), Игорь Савенков (24; 14), Юрий Тимофеев (10; 1), Алексей Терентьев (20; 3), Александр Черменин (20; 4).
- 20. «Зоркий» (Красногорск) (21 игрок): Юрий Букалкин (19) — Алексей Агапов (19; 1), Владимир Балаев (26; 1), Андрей Блынский (26; 12), Николай Горелов (26; 0), Кирилл Давыдов (23; 1), Дмитрий Ефанов (26; 25), Александр Илларионов (26; 8), Максим Кошелев (22; 2), Сергей Майборода (18; 12), Андрей Осипов (17; 0), Александр Силаев (24; 1), Дмитрий Солодов (26; 9), Алексей Шевелёв (25; 0). В команде также выступали Вячеслав Архипкин (1; 0), Дмитрий Бычков (9; 0), Леонид Лобачёв (8; 0), Максим Петров (6; 2), Алексей Сергачёв (1; 0) и вратари Александр Глебко (5) и Александр Господчиков (5).
- 21. «Динамо» (Москва) (18 игроков): Константин Кравец (6; −16), Всеволод Харчев (18; −83) — Виктор Бахчиванжи (8; 2), Сергей Безобразов (18; 13), Александр Берёзин (17; 2), Алексей Гроза (6; 0), Золотарёв Андрей (18; 1), Дмитрий Коваленко (1; 0), Вячеслав Манкос (18; 11), Александр Михалёв (16; 4), Александр Охонский (15; 0), Андрей Плавунов (18; 3), Владимир Плавунов (10; 0), Владимир Пушкарёв (15; 2), Дмитрий Русин (17; 5), Вадим Семёнов (18; 7), Виталий Соболев (17; 0), Андрей Черкасов (15; 1).
- «Арктик-Сервис» (Мурманск) (17 игроков): Колыванов, Анциборов — Геннадий Гапоненко, Гумаров, Драчёв, Иван Заренок, Олег Иванников, Куликов, Владимир Ладыжинский, А. Лизунов, Виталий Малыгин, Игорь Малышев, Дмитрий Помазан, Юрий Помазан, Юрий Терёхин, Валерий Самарин, Артур Самсонов. Проиграв все 5 стартовых матча, команда снялась с соревнований, а результаты этих матчей были аннулированы.

Аннулированные матчи:
1. 20 ноября 1994 года. «Арктик-Сервис» (Мурманск) − «Старт» (Нижний Новгород) 4:11 : Дмитрий Помазан (2), Юрий Помазан, Виталий Малыгин − Вадим Морозов (5), Александр Грехов (2), Александр Сергеев (2), Андрей Бегунов, Логинов Юрий.
2. 23 ноября 1994 года. «Арктик-Сервис» (Мурманск) − «Зоркий» (Красногорск) 1:13 : Геннадий Гапоненко − Андрей Блынский (4), Дмитрий Ефанов (4), Дмитрий Солодов (2), Николай Горелов, Александр Илларионов. 1 мяч в свои ворота забил Юрий Помазан.
3. 27 ноября 1994 года. «Арктик-Сервис» (Мурманск) − «Локомотив» (Оренбург) 6:11 : А. Лизунов, В. Ладыжинский, Дмитрий Помазан (2), Юрий Помазан (2) − Юрий Алексеев (4), Сергей Битков (2), Сергей Сурков (2), Вадим Поркулевич, Сергей Саушкин, Игорь Фаттахов.
4. 30 ноября 1994 года. «Арктик-Сервис» (Мурманск) − «Черемшан» (Димитровград) 3:10 : Дмитрий Помазан, Юрий Помазан, Геннадий Гапоненко − Рамис Хабибуллин (3), Олег Немов (2), Владимир Коваль, Александр Новиков, Вячеслав Платонов, Евгений Ратников, Алексей Художилов.
5. 4 декабря 1994 года. «Арктик-Сервис» (Мурманск) − «Динамо» (Москва) 3:6 : Геннадий Гапоненко (2), Игорь Малышев − Золотарёв Андрей (2), Александр Берёзин, Сергей Безобразов, Вячеслав Манкос, Вадим Семёнов.
Лучший бомбардир — Сергей Обухов, «Родина» (Киров) — 56 мячей.
По итогам сезона определён список 22 лучших игроков.

## Первая лига
Соревнования прошли с 19 ноября 1994 по 9 марта 1995 года. 23 команд были разделены на три группы. В финальном турнире по две лучшие команды от каждой группы оспаривали два места в высшей лиге.

## Вторая лига
Соревнования прошли с 26 ноября 1994 по 3 марта 1995 года.
На предварительном этапе 24 команды, разбитые на четыре группы, определили победителей. В 1 и 3группах команды играли в 4 круга с разъездами, во 2 − в один круг в одном городе, в 4 − в два круга в одном городе.
- Первая зона. Победитель «Машиностроитель» (Киров).
- Вторая зона. (Богородск). Победитель «Спартак» (Богородск).
- Третья зона. Победитель «Северский трубник» (Полевской).
- Четвёртая зона. (Сосновоборск). Победитель «Красцветмет» (Красноярск).

В финале должны были играть две лучшие команды из 1 группы, победители других групп, и − на правах хозяина − «Алтайкровля» (Новоалтайск). Однако на турнир прибыл только «Северский трубник» (Полевской).

### Финальный турнир второй лиги
«Северский трубник» (Полевской) − «Алтайкровля» (Новоалтайск) 5:4 − 3:2.
- «Северский трубник» (Полевской): И. Галкин, С. Плотников — Д. Берсенев , С. Бутаков, Е. Быхун, П. Ерегин, Г. Еремеев, О. Измоденов, В. Ионин, С. Карфидов, В. Комлев, А. Павленко, А. Пентегов, М. Пономарев, В. Постников, А. Санников, О. Свиридочкин, И. Селиверстов, А. Старшков, Е. Черепашкин. Главный тренер − Ю. А. Балдин.

Право выступать в первой лиге завоевал «Северский трубник»(Полевской). Дополнительно путёвку в первую лигу получили «Машиностроитель» (Киров), «Уран» (Дзержинск), «Красная заря» (Санкт-Петербург), «Торпедо» (Сосновоборск).